# Niklas Mattsson
Pour les articles homonymes, voir Mattsson.
Niklas Mattsson, né le 16 mars 1992, est un snowboardeur suédois spécialisé dans les épreuves de Big Air et de slopestyle. Il débute en Coupe du monde en 2009 à Londres et gagne en Big Air à Stockholm en novembre 2011. Il est double vice-champion du monde, en 2011 au slopestyle et en 2013 au Big Air.

## Palmarès

### Championnats du monde
| Édition/Discipline | Slopestyle | Big Air |
| Mondiaux 2011      | 2e         | 13e     |
| Mondiaux 2013      | 62e        | 2e      |

### Coupe du monde
- Meilleur classement en Big Air : 3e en 2012.
- Meilleur classement en slopestyle : 31e en 2013.
- 2 podiums dont 1 victoire